# Josef Drahoňovský
Josef Drahoňovský (27. března 1877 Volavec pod Kozákovem – 20. července 1938 Praha) byl český sochař a glyptik, profesor na Vysoké škole uměleckoprůmyslové v Praze.

## Život

### Dětství
Josef Drahoňovský se narodil ve Volavci 27. března 1877 v rodině malých zemědělců pod Kozákovem, v kraji nalezišť drahých kamenů i legend o jejich pohádkovém bohatství. Přírodu Českého ráje, každodenní zážitky z pastvy i své představy od předškolního věku kreslil a svůj talent prosadil již v obecné škole. Na volavecké dvoutřídce působil František Roštejský, vzdělaný učitel a dobrý malíř, který chlapce vedl k systematické kreslířské práci. Ze spolupráce učitele a žáka se zachoval Pátý sešit ke kreslení který byl předložen Josefu Malinovi, řediteli odborné šperkařské školy v Turnově, nechtěl uvěřit v autorství malého chlapce.

### Studium

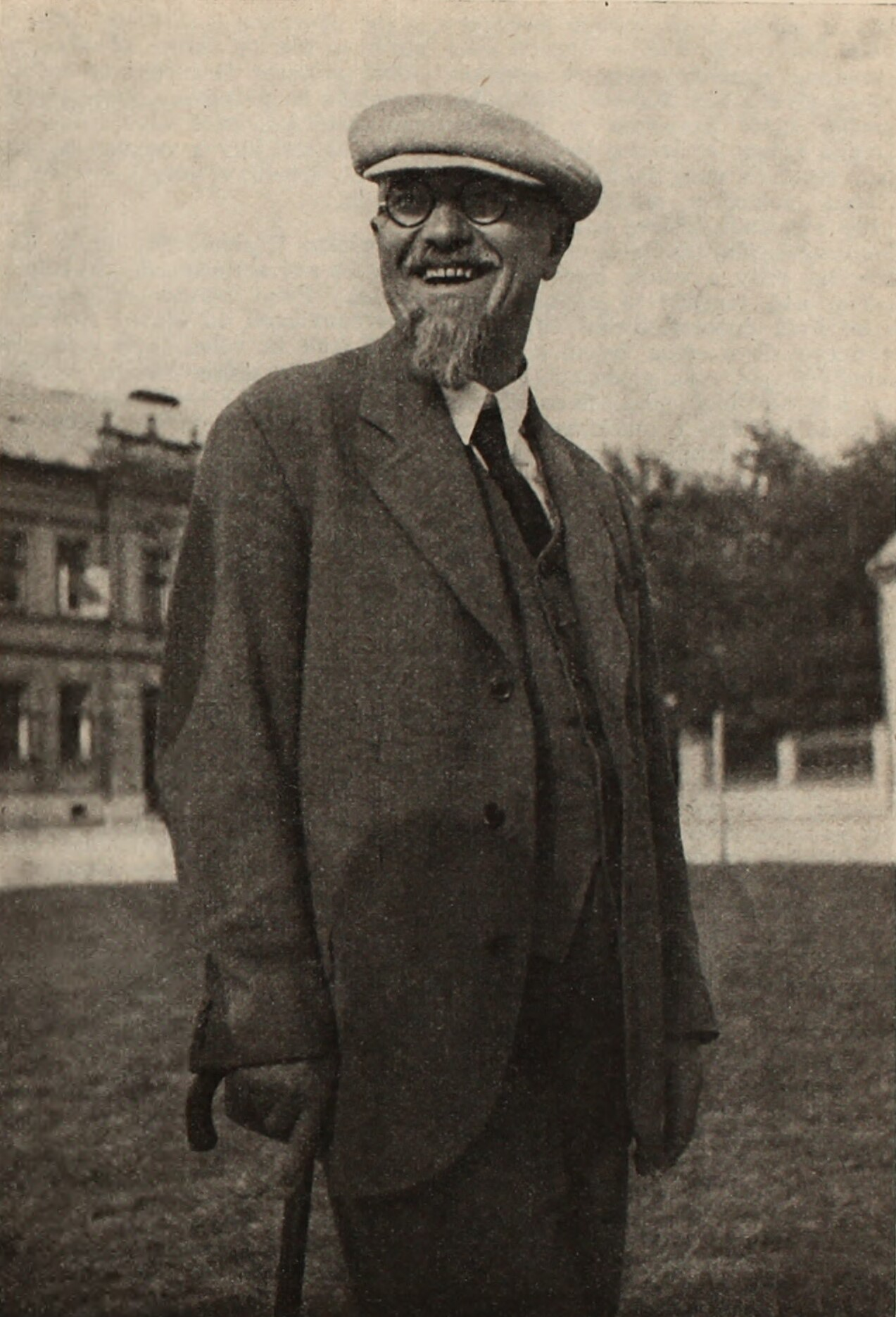
Josef Drahoňovský na fotografii pro čtrnáctideník Beseda

Turnovská škola výjimečně porušila c. k. předpisy a ve školním roce 1890–91 přijala ke studiu třináctiletého Josefa, ještě před ukončením měšťanské školy. Ve Státní odborné škole pro broušení, rytí a zasazování drahokamů v Turnově působila v době Drahoňovského přijetí první generace pedagogů a umělců. Z nich jej nejvíce ovlivnili Josef Malina, prof. Čapek a zejména profesor Karel Zapp, vynikající umělec, ale uzavřený, přísný učitel. Drahoňovského si velmi oblíbil a zvolil za svého pokračovatele v řezání skla i drahokamů. Svěřil mu mistrovské postupy, které učitel dosud z konkurenčních důvodů tajil.
Velkou příležitost k prezentaci školy poskytla Jubilejní zemská výstava v Praze 1891, na níž byla Turnovská škola zastoupena samostatnou expozicí uměleckých prací moderních i kopií historických předmětů a byla vysoko oceněna. Turnovskou školu tehdy navštívil jeden z mecenášů a věnoval 50 zlatých pro nejnadanějšího žáka, aby mu umožnil návštěvu výstavy. Čtrnáctiletý Josef poprvé uviděl Prahu, její muzea, památky a umělecké skvosty.

V sedmnácti letech byl už skutečným mistrem glyptiky. Svědčí o tom soubor sedmdesáti prací, jejichž voskové otisky ověřila správa turnovské školy, když ji v roce po složení zkoušek s výborným prospěchem opouštěl. Na doporučované studium Akademie ve Vídni Drahoňovský neměl prostředky a nepodařilo se mu najít stipendium. Přihlásil se proto do Dörflingerovy dílny ve Vídni jako rytec. Pracovalo se deset i dvanáct hodin denně. Zpočátku jeho mzda činila deset zlatých týdně, ale brzy majitel dílny uznal jeho talent a píli 8 zlatými příplatku. Po půldruhém roce si Drahoňovský naspořil 170 zlatých na další studia, naučil se německy a nastudoval soudobé vídeňské umění i umělecké památky. V roce 1896 navštívil ve Volavci matku, zjistil, že přírodní živly poškodily obydlí i políčka a na nápravu padla značná část výdělku, tím možnost vídeňských studií padla. Díky řediteli Josefu Malinovi však získal od školního roku 1896–1897 stipendium na Vysoké umělecko-průmyslové škole v Praze do sochařského oddělení. Dekorativní kreslení učil Celda Klouček, modelování Stanislav Sucharda, řezbářství Jan Kastner a sochařství J. V. Myslbek. Stipendium však trvalo jen jeden rok, potom si Drahoňovský musel přivydělávat. Byl znovu vděčný Zappovi za jeho zakázky. Až do roku 1900 finančně podporoval matku.

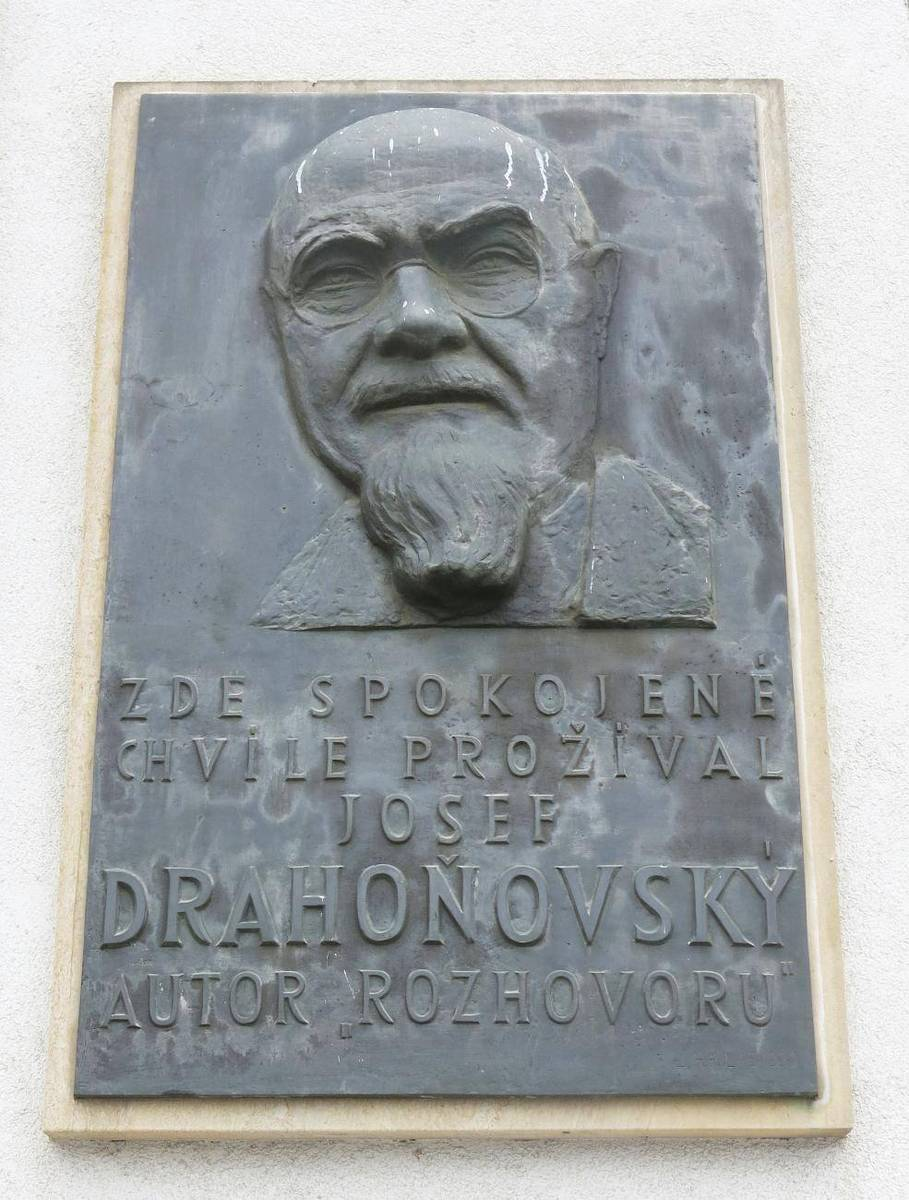
Pamětní deska Josefa Drahoňovského v obci Rovensko pod Troskami v okrese Semily

## Praxe
Počátek 20. století byl šťastnou dobou pro využití moderní užité plastiky. Hodně se stavělo a tehdejší ozdobné fasády poskytovaly mnoho příležitostí sochařům. Dokonce celé články fasád – portály, okna, atiky komponovali sochaři. Mezi žáky, které Celda Klouček při těchto pracích zaměstnával, byl také Drahoňovský. Získával modelérské zkušenosti, ze sochařské práce měl i slušný výdělek. Jeho práce je doložena například na domech v Pařížské třídě, v ulici 28. října a jinde. V té době potřebovala Svatovítská kamenická huť na Pražském hradě sochaře, který by navrhoval a dodával kameníkům modely k plasticky zdobeným klenákům, fiálam, konzolám a svorníkům. Klouček doporučil právě jeho. Pracoval pro chrám sv. Víta zprvu anonymně, jeho návrhy se nedaří odlišit od dalších výtvarníků, jako byli například bratři Zálešákové.
Po absolutoriu Uměleckoprůmyslové školy v Praze si zařídil vlastní sochařskou dílnu na Novém Městě ve Smetanově (nyní Ostrovní) ulici čp. 127/II. Díky svým příznivcům z řad učitelů i novým zájemcům měl zakázek dostatek. Pracoval při výzdobě fasády a interiérů budovy Obchodní a živnostenské komory v Praze, budovy Umělecko-průmyslového muzea v Plzni, v Praze na Královských Vinohradech vyzdobil budovu měšťanské školy Na Smetance u Riegrových sadů, a další budovy v Praze a Plzni. Oženil se s Marií Černou a přestěhovali se na Vinohrady. V roce 1912 se jim narodil syn Vladimír.

### Vrcholná léta

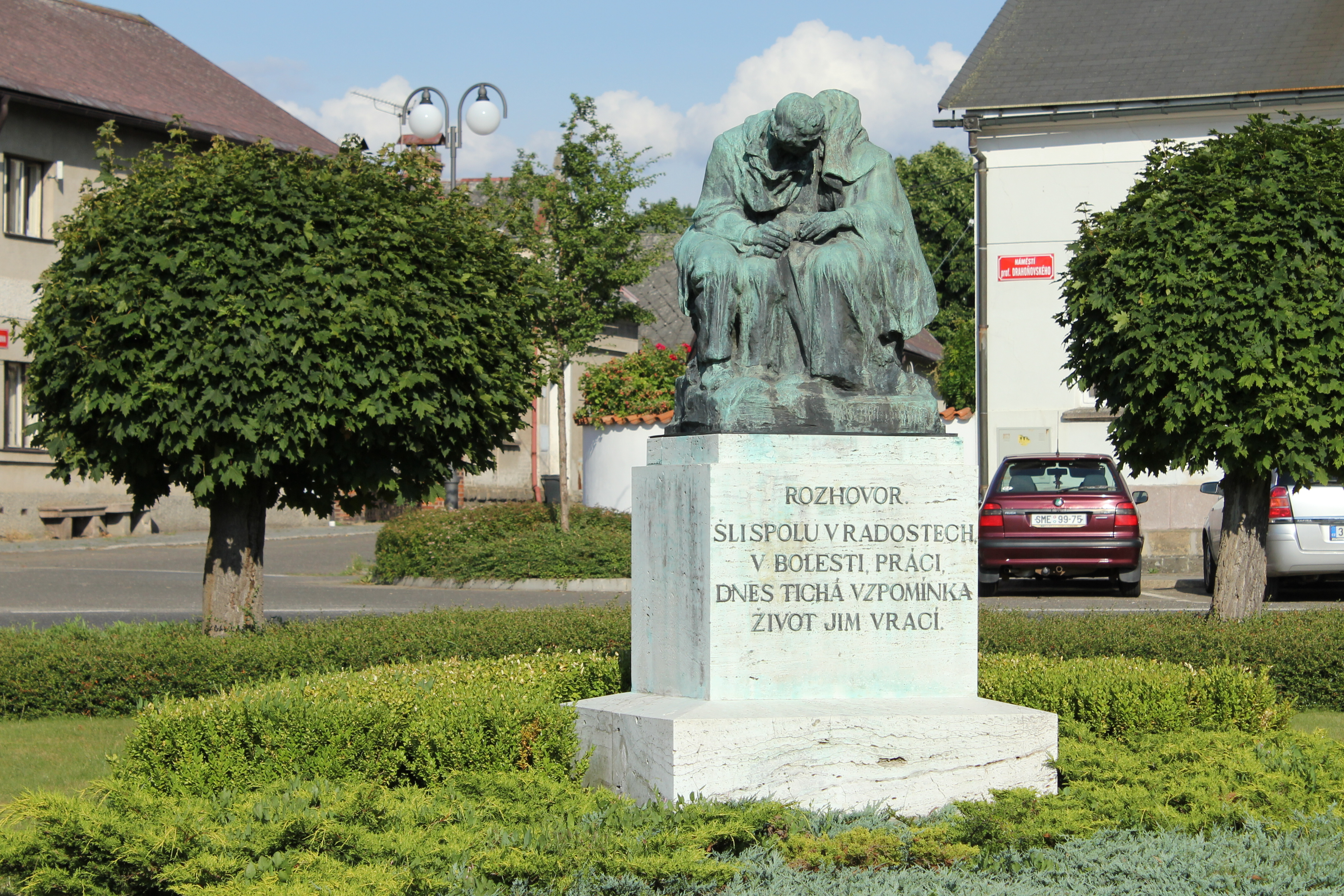
Sousoší Rozhovor od Josefa Drahoňovského v Rovensku pod Troskami

V roce 1911 se stal učitelem na Uměleckoprůmyslové škole v Praze. To už měl za sebou pozoruhodnou monumentální sochu Poutník, pracoval na sousoší Rozhovor. Výtvarný vrchol tohoto období byla Růže tetínská, předznamenal další tvorbu, z níž jsou významné: Vrba, Poklad, Dívčí portrét.
Dále spolupracoval při výzdobě budov. Významné jsou sochařské práce v Praze na Novém Městě na fasádě hospody U Bejšovců na nároží Palackého náměstí a Gorazdovy ulice č.o.1, fasáda Treybalova domu v Plzni, roku 1908 asistoval Stanislavu Suchardovi při výzdobě fasády Wilsonova nádraží v Praze.
Sousoší dívky a mladíka Růže tetínská bylo výsledkem pětiletého tvůrčího hledání, mnohonásobného přepracovávání, než se v konečné podobě v bílém pískovci dostalo do parku pražského cukráře a továrníka Františka Maršnera ve Sv. Janu pod Skalou u Berouna. Dům později koupila církev a zřídila v něm internát pro gymnasisty. Řádovým správcům ústavu se sousoší jevilo mravně nepatřičné, a proto je roku 1920 rozbili; zachovala se jen torza hlav.
Z dalších sochařských prací:

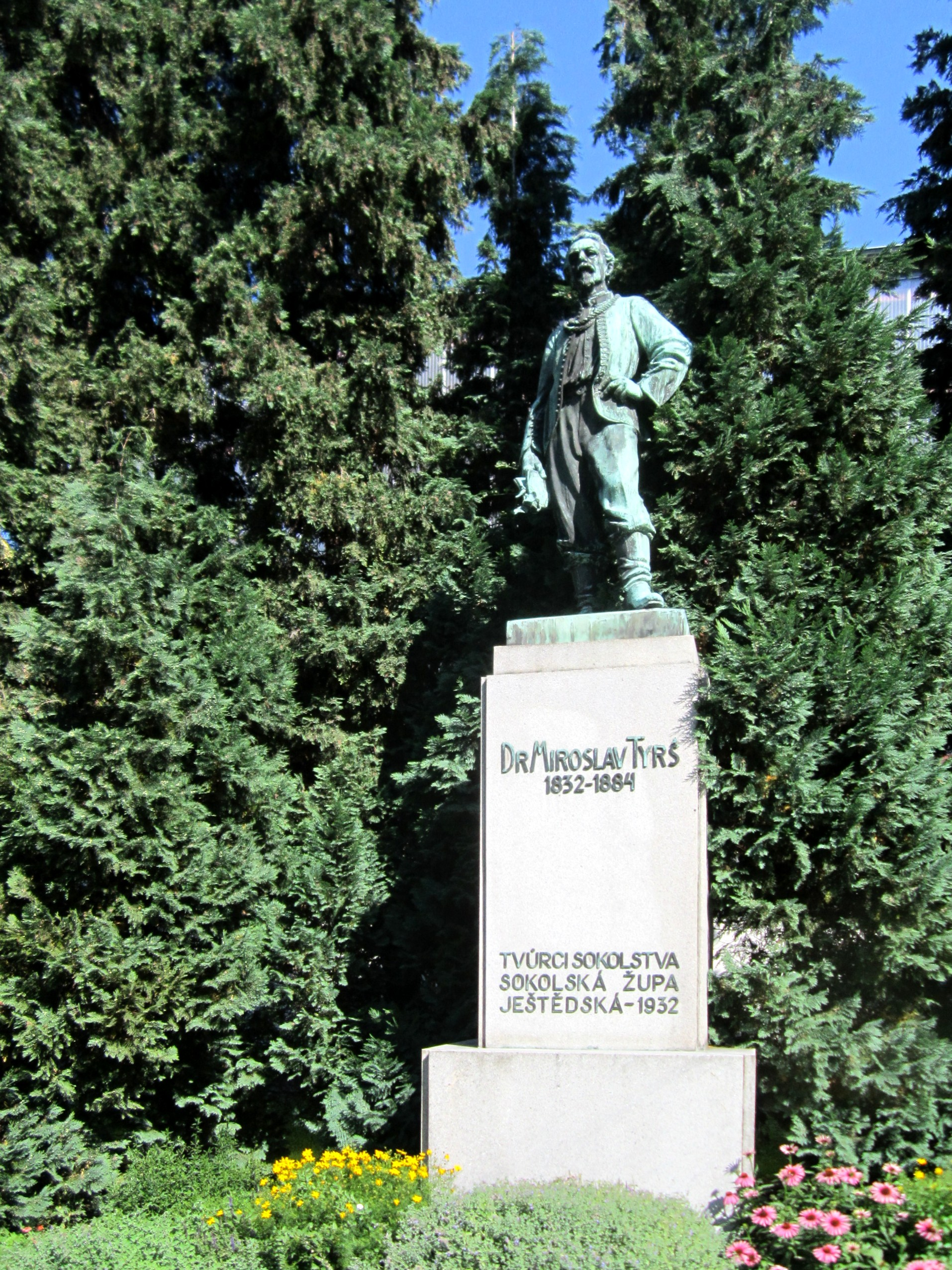
pomník Miroslava Tyrše v Turnově

- pomník Miroslava Tyrše v Turnověkonzola s figurou žoldnéře pro Prašnou bránu v Praze
- přepracovaný Rozhovor,
- výzdoba reálky v České Třebové a dvou škol v Ústí nad Orlicí
- plastika Čtvero ročních období pro Živnostenskou banku v Plzni
- samostatné plastiky Vinobraní, Píseň domova,
- pomník J. A. Komenského v Brandýse nad Orlicí (návrh 1915)
- poprsí historika Josefa Pekaře pro Turnov (odhaleno 1939) [10]
- "Píseň hor" pro zámeček ak. mal. Aloise Kalvody v jižních Čechách
- socha Miroslava Tyrše pro město Turnov
- Pomník obětem válek v Turnově
- "Rozhovor" pro rodinnou hrobku na Vyšehradě a pro náměstí v Rovensku
- Busta "Libuňského jemnostpána" Antonína Marka – na Vyšehradě.
- Pomník Mistra Jana Husa – v Roztokách u Prahy (u kaple Husova sboru)
- Hoch s delfínem – bronz, pro kašnu ve Varšavě
- Pastýř
- V mramoru: Toaleta, Vinobraní, Čtení z bible, Spící matka s děckem, Dvě dívky, Po koupeli, Zuzana, Podzim

### Glyptika
Jeho průprava ke glyptice byla velmi zevrubná, cílevědomá a dlouhá. Jednou k tomu řekl: "Kamenorytectví je vlastně sochařství v miniatuře. Znalost modelování, kresby, znalost zákonů dokonalého reliéfu, harmonie odstupňovaných ploch, světel, to vše tvoří základní hodnoty dobré rytiny do kamene i do skla." Od roku 1918 se věnuje řezání skla a drahokamů s velkou intenzitou. Glyptika ho strhuje a kromě své práce pedagogické a sochařské vytváří v tomto oboru díla, jejichž věhlas brzy překračuje hranice a Drahoňovský se stává v Evropě uznávaným umělcem. "Není druhého umění, jež by bylo k umělci náročnější než glyptika. Vyžaduje absolutní jistotu, neselhávající řemeslnou virtuozitu, která je podmínkou práce, jež nepřipouští žádné korektury. Povaha práce a vzácný, těžko opracovatelný materiál vyžadují velkou trpělivost a mnoho času," doplnil později své zápisky.
Své pracovní soustředění glyptika Drahoňovský líčil slovy: "Vzpomínám si, že jsem jednou před lety šel do školy, do své dílny. Byl svátek. Hlavní vrata byla zavřená - žádná návštěva. Sedl jsem si po desáté hodině k rycímu stolu a začal jsem novou věc. Stržen proudem zajímavého námětu, pracoval jsem nepřetržitě bez vědomí času, až jsem zpozoroval soumrak. Bylo již k večeru, k šesté hodině. Nevím, zda jsem za tu dobu od práce vstal, abych si odpočinul."

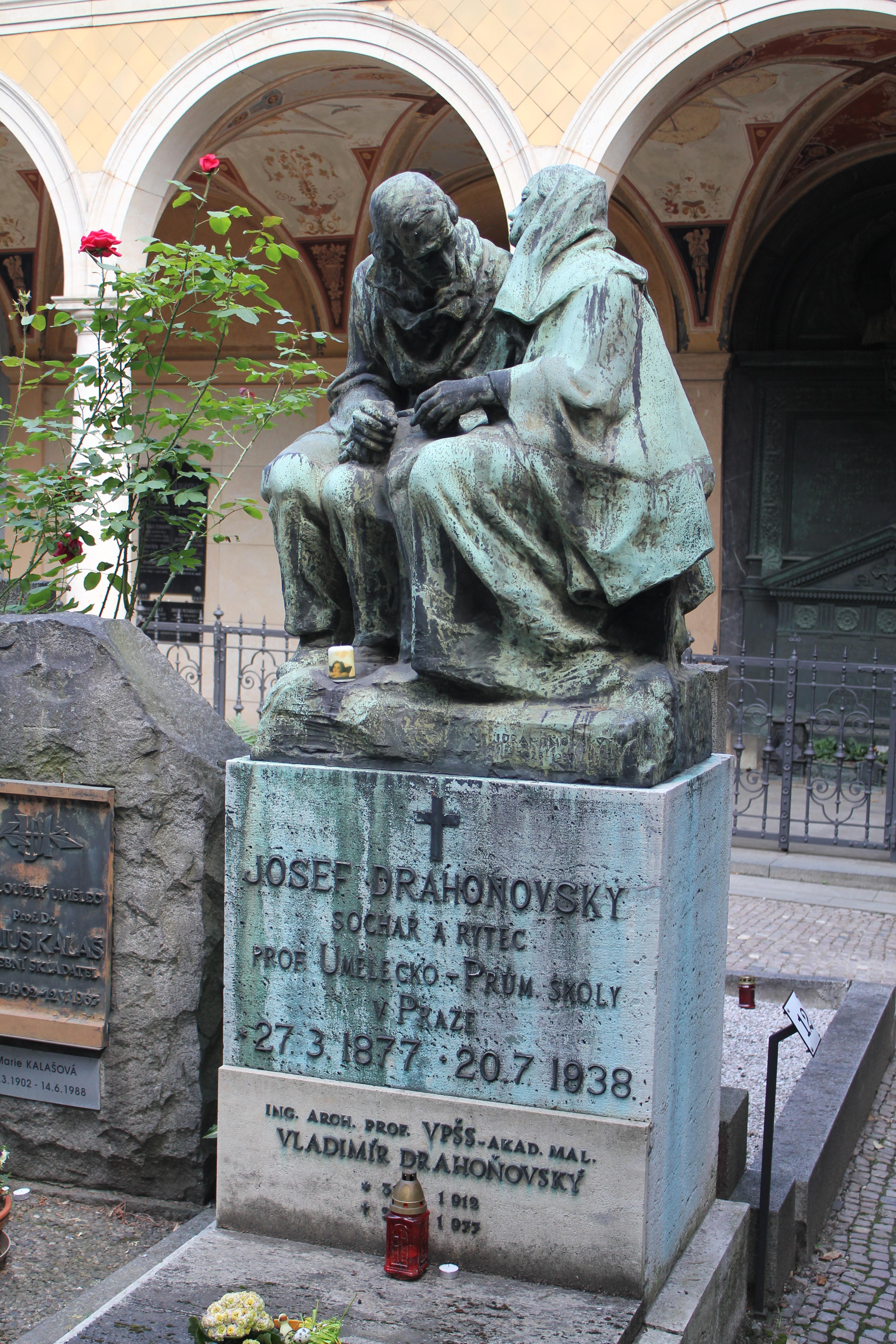
hrob Josefa Drahoňovského a jeho rodiny na Vyšehradě (sousoší Rozhovor)

Jeho díla se dostávala do veřejných sbírek a galerií a bývala také předmětem vyznamenání i státních darů. Například v roce 1924 dostala královská jugoslávská rodina darem od vlády ČSR jeho velkou křišťálovou intaglii s krojovanými postavami českých žen. V roce 1927 dokončil soubor rytých váz a intaglií, které se dostaly do sbírek Umělecko-průmyslového muzea v Hradci Králové. Další váza byla darována prvnímu předsedovi vlády ČSR, Karlu Kramářovi. Velká váza "Vinobraní" byla určena pro zakladatele francouzského družstevnictví Charlese Gida. Jeho gemy byly umístěny ve výstavních prostorách slavného Cabinet des médailles v Paříži.
Z intaglií vyniká portrét Josefa Mánesa a řada bohatě řezaných váz. Poprvé od doby Rudolfa II. obnovil tradici nádob řezaných v horském křišťálu, které představují oproti sklu finančně náročnější dílo. Dále řezal poháry pro různé slavnostní i sportovní příležitosti. V posledních letech pracoval rovněž na vázách z vrstveného skla.
Vytvořil rozsáhlé dílo, ztvárňoval jak tvrdý kámen (pískovec), tak mramor, modeloval z hlíny své návrhy k bronzovým sochám a pro jiné kov. Šperkařské práce ze zlata či stříbra a fasérské práce jeho intaglií často prováděli pražský klenotník Karel Ebner nebo plzeňský klenotník Felix Vincenc Kunc. K rytinám dále užíval čiré i matované křišťálové i vrstvené sklo, drahokam

### Úmrtí
Josef Drahoňovský zemřel náhle ve věku 61 let v sanatoriu v Podolí, kde se zotavoval po operaci nádoru močového měchýře. Bezprostřední příčinou smrti byla embolie. Pohřben byl na Vyšehradském hřbitově.

## Ocenění
V roce 1908 o jeho talentu psaly Rudé Květy a později nacházíme články o jeho úspěších ve Zlaté Praze, Českém květu, v Topičově sborníku, ve Volných směrech a v mnoha zahraničních časopisech a sbornících. Jeho jméno a popis díla najdeme v encyklopediích mnoha zemí, v Ottově naučném slovníku nové doby, v Lidovém slovníku naučném a v mnoha publikacích.

## Zastoupení ve sbírkách
Kromě jiných někdejší evropští králové, papežové, Musei Vaticani, Knihovna a Muzeum Johna Pierponta Morgana v New Yorku, Muzeum manufaktury porcelánu v Sévres , muzea v Moskvě a soukromníci v mnoha zemích světa. V seznamu domácích majitelů najdeme jména Rudolf Deyl, Viktor Dyk, dr. V. V. Štech, Jan Vrba, Adolf Wenig, téměř všechna někdejší ministerstva, muzea a mnohé další instituce.